# خدمات مالی
خدمات مالی در واقع خدمات اقتصادی محسوب می‌شوند که توسط مؤسسات مالی و نهاد های مالی ارائه می‌شوند. از جمله مؤسسات مالی می‌توان به بانک‌ها، مؤسسات مالی و اعتباری، شرکت‌های بیمه، شرکت‌های بورس و شرکت‌های سرمایه‌گذاری دولتی و غیردولتی اشاره کرد.

## خدمات بانک‌ها و مؤسسات مالی و اعتباری
بنا به تعریف سیستم حساب‌های ملی سازمان ملل متحد خدمات مؤسسات مالی و پولی مشتمل بر خدمات حاصل از فعالیت بانک‌ها، مؤسسات اعتباری غیربانکی، نظیر شرکت‌های پس‌انداز و وام، مؤسسات اعتباری و شرکت‌های سرمایه‌گذاری است. بر این اساس فعالیت کلیه مؤسسات و شرکت‌هایی که به‌گونه‌ای به امر واسطه‌گری مالی بین عرضه‌کنندگان وجوه و تقاضاکنندگان پول و سرمایه اشتغال دارند، در چارچوب این تعریف قرار می‌گیرد. در نظام حساب‌های ملی ایران گروه خدمات مؤسسات مالی و پولی از دو بخش عمده بانکداری و بیمه‌گری تشکیل شده‌است. در نظام حساب‌های ملی ایران عملیات بانکی شامل فعالیت کلیه بانک‌ها اعم از بانک‌های مرکزی، بانک‌های تجاری و بانک‌های تخصصی است. بخش بیمه‌گری نیز شامل فعالیت کلیه شرکت‌های بیمه و نمایندگی‌های شرکت‌ها و آژانس‌های بیمه در زمینه انواع متداول بیمه است و محاسبات مربوط به آن همچون محاسبات بخش بانکداری از دو روش تولید و درآمد صورت می‌گیرد.